# 85e division d'infanterie (Allemagne)
Pour les articles homonymes, voir 85e division.
La  85e division d'infanterie  (en allemand : 85. Infanterie-Division ou 85. ID) qui deviendra Infanterie-Division Potsdam est une des divisions d'infanterie de l'armée allemande (Wehrmacht) durant la Seconde Guerre mondiale.

## Création
La 85. Infanterie-Division est formée en février 1944 en tant qu'élément de la 25. Welle (25e vague de mobilisation).
Elle est détruite dans l'Eifel près d’Aix-la-Chapelle en février 1945 et reconstituée le 8 avril 1945 sous le nom de Infanterie-Division Potsdam.

## Organisation

### Commandants
85. Infanterie-Division
| Date                                | Grade           | Commandant     |
| ----------------------------------- | --------------- | -------------- |
| 1er février 1944 - 22 novembre 1944 | Generalleutnant | Kurt Chill     |
| 22 novembre 1944 - 15 mars 1945     | Generalmajor    | Helmut Bechler |

Infanterie-Division Potsdam
| Date                         | Grade  | Commandant   |
| ---------------------------- | ------ | ------------ |
| 8 avril 1945 - 20 avril 1945 | Oberst | Erich Lorenz |

## Théâtres d'opérations
85. Infanterie-Division
- Février 1944 - Mai 1944 : Attachée à la 15e armée la 85 ID est affectée, en France, à la protection des côtes de la Manche contre une éventuelle invasion alliée.
- Août 1944 : Attachée au LXXXI. Armeekorps et à la 5. Panzerarmee elle est en Normandie
- Septembre 1944 : Elle passe aux Pays-Bas, LXXXVIII. Armeekorps, 1. Fallschirm-Armee.
- Octobre 1944 - janvier 1945 : attachée aux LXVII. Armeekorps puis LXXXI. Armeekorps à la 15e armée elle est dans le secteur d'Aix-la-Chapelle.
- Février 1945 : Attachée au LXXIV. Armeekorps et à la 5. Panzerarmee elle se trouve dans la région d'Eifel

Infanterie-Division Potsdam
- 8 avril on retrouve la division attachée à la 12e armée dans la région de Harz

## Ordre de bataille
85. Infanterie-Division
1944
- Grenadier-Regiment 1053
- Grenadier-Regiment 1054
- Artillerie-Regiment 185
- Pionier-Bataillon 185
- Füsilier-Bataillon 185
- Panzerjäger-Kompanie 185
- Divisions-Nachrichten-Abteilung 185
- Divisions-Nachschubführer 185

Avril 1945
- Grenadier-Regiment 1053
- Grenadier-Regiment 1054
- Grenadier-Regiment 1064
- Artillerie-Regiment 185
- Pionier-Bataillon 185
- Feldersatz-Bataillon 185
- Füsilier-Bataillon 185
- Panzerjäger-Abteilung 185
- Divisions-Nachrichten-Abteilung 185
- Divisions-Nachschubführer 185

Infanterie-Division Potsdam
Avril 1945
- Grenadier-Regiment Potsdam 1
- Grenadier-Regiment Potsdam 2
- Grenadier-Regiment Potsdam 3
- Divisions-Füsilier-Bataillon Potsdam
- Panzerjäger-Abteilung Potsdam
- Artillerie-Regiment Potsdam
- Pionier-Bataillon Potsdam
- Nachrichten-Abteilung Potsdam

## Décorations
Certains membres de cette division se sont fait décorer pour faits d'armes :
- Croix allemande en Or
  - 7
- Croix de chevalier de la Croix de fer
  - 3